# Sebastian Koch (Basketballspieler)
Sebastian Koch (* 22. Jänner 1988 in Wien) ist ein ehemaliger österreichischer Basketballspieler.

## Laufbahn
Koch gab während des Spieljahres 2006/07 im Hemd der Güssing Knights seinen Einstand in der Bundesliga, nachdem er vorher bei dem Verein alle Nachwuchsstufen durchlaufen hatte. Im Anschluss an die Saison 2012/13, in der er im Schnitt 11,5 Punkte je Begegnung erzielte, wurde er vom Internetdienst eurobasket.com unter die besten fünf einheimischen Spieler der Liga gewählt. 2014 und 2015 gewann er mit den Burgenländern die österreichische Staatsmeisterschaft sowie 2015 auch den Pokalbewerb. Im Frühjahr 2016 wurde der Güssinger Mannschaft im Zuge eines Konkursverfahrens der Betreiberfirma die Bundesliga-Lizenz entzogen.
Nach dem Aus in Güssing wechselte Koch nach Wien, wo er für den BC Hallmann im Verlaufe der Spielzeit 2016/17 pro Partie 11,3 Zähler sowie 5,5 Rebounds verbuchte. Zur Saison 2017/18 ging er zum ungarischen Erstligaverein BC Körmend. In acht Ligaeinsätzen für Körmend erzielte er im Schnitt 2,1 Punkte je Begegnung, im europäischen Vereinsbewerb FIBA Europe Cup waren es im Mittel 2,5 Zähler pro Partie. Ende Jänner 2018 kehrte er nach Österreich zurück und schloss sich dem Zweitligisten JUSSI Jennersdorf/Fehring an. Dort wurde er Spielführer. Er gewann mit der Mannschaft dreimal die Zweitligameisterschaft und wurde zweimal Zweiter. Im September 2024 verabschiedete sich Koch als Spieler aus dem Leistungsbasketball.

### Nationalmannschaft
Koch war österreichischer Teamspieler in der Altersklasse U20 und schaffte später auch den Sprung in die Herren-Nationalmannschaft, mit der er unter anderem an Ausscheidungswettkämpfen für die Europameisterschaft teilnahm.